# Jelena Bowina
Jelena Olegowna Bowina, ros. Елена Олеговна Бовина (ur. 10 marca 1983 w Moskwie) – rosyjska tenisistka. Zwyciężczyni trzech turniejów WTA w grze pojedynczej i pięciu w grze podwójnej.

## Kariera tenisowa
Przedstawicielka szerokiej fali pokolenia zawodniczek rosyjskich, szturmujących korty światowe na początku XXI wieku (Anna Kurnikowa, Anastasija Myskina, Wiera Zwonariowa, Nadieżda Pietrowa, Jelena Diemientjewa, Marija Szarapowa). Praworęczna, z bekhendem granym oburącz.
W 2002 była ćwierćfinalistką wielkoszlemowego US Open, ponadto grała w 4 rundzie Australian Open w 2003. Wygrała trzy turnieje z cyklu WTA Tour (Warszawa 2002, Quebec również 2002, New Haven 2004) w grze pojedynczej, ponadto 5 turniejów w deblu (2001 Bratysława, w parze z Bedáňovą; Luksemburg, w parze z Hantuchovą; 2002 Estoril, ze Zsófią Gubacsi oraz Zurych, z Henin; 2003 Tokio, ze Stubbs). W październiku 2004 dotarła do finału turnieju w Linzu, gdzie uległa Francuzce Mauresmo.
W 2002 była w finale miksta na French Open (w parze z Markiem Knowlesem); 2004, w parze z Nenadem Zimonjiciem, wygrała konkurencję miksta na Australian Open, po finałowym zwycięstwie nad obrońcami tytułu, Navrátilovą i Paesem. Na French Open 2004 z Zimojcicem dotarła do półfinału.
Od 2001 reprezentantka Rosji w Fed Cup. W lutym 2003 zajmowała najwyższe miejsce w rankingu światowym w swojej karierze – 14. w grze podwójnej; w kwietniu 2005 awansowała na pozycję nr 14. w rankingu gry pojedynczej.

## Wygrane turnieje WTA

### Gra pojedyncza (3)
|    | Data       | Turniej                     | Kat.          | ($)     | Naw.   | Finalistka       | Wynik         |
| 1. | 06/05/2002 | Warszawa, J&S Cup           | Kategoria III | 170 000 | ziemna | Henrieta Nagyová | 6:3, 6:1      |
| 2. | 16/09/2002 | Quebec, Bell Challenge      | Kategoria III | 170 000 | twarda | Marie Mikaelian  | 6:3, 6:4      |
| 3. | 23/08/2004 | New Haven, Pilot Pen Tennis | Kategoria II  | 585 000 | twarda | Nathalie Dechy   | 6:2, 2:6, 7:5 |

### Gra podwójna (5)
|    | Data       | Turniej                           | Kat.          | ($)       | Naw.   | Partnerka          | Finalistki                         | Wynik       |
| 1. | 15/10/2001 | Bratysława, Eurotel Slovak Indoor | Kategoria V   | 110 000   | twarda | Dája Bedáňová      | Nathalie Dechy Meilen Tu           | 6:3, 6:4    |
| 2. | 22/10/2001 | Luksemburg, SEAT Open Luxembourg  | Kategoria III | 170 000   | twarda | Daniela Hantuchová | Bianka Lamade Patty Schnyder       | 6:3, 6:3    |
| 3. | 08/04/2002 | Estoril, Estoril Open             | Kategoria IV  | 140 000   | ziemna | Zsófia Gubacsi     | Barbara Rittner María Vento-Kabchi | 6:3, 6:1    |
| 4. | 14/10/2002 | Zurych, Swisscom Challenge        | Kategoria I   | 1 224 000 | dywan  | Justine Henin      | Jelena Dokić Nadieżda Pietrowa     | 6:2, 7:6(2) |
| 5. | 27/01/2003 | Tokio, Toray Pan Pacific Open     | Kategoria I   | 1 300 000 | dywan  | Rennae Stubbs      | Lindsay Davenport Lisa Raymond     | 6:3, 6:4    |

### Gra mieszana (1)
|    | Data       | Turniej                    | Kat.         | ($)       | Naw.   | Partner        | Finaliści                        | Wynik       |
| 1. | 19/01/2004 | Melbourne, Australian Open | Wielki Szlem | 5 590 310 | twarda | Nenad Zimonjić | Martina Navrátilová Leander Paes | 6:1, 7:6(3) |